# Lois Chiles
Lois Cleveland Chiles (Houston, 15 april 1947) is een Amerikaans actrice en voormalig model. Ze is het meest bekend van haar rol als bondgirl Dr. Holly Goodhead in de James Bondfilm Moonraker uit 1979.

## Biografie

### Vroege jaren
Ze werd geboren als dochter van Barbara Wayne-Kirkland en Marion Clay Chiles, de broer van Eddie Chiles, oliemagnaat en eigenaar van de Texas Rangers. Ze groeide op in Alice. Chiles genoot onderwijs aan de Universiteit van Texas in Austin en het voormalige Finch College in New York, waar ze werd ontdekt door een redacteur van het modetijdschrift Glamour. Die was op zoek naar een jonge vrouw die op de omslag kon prijken van het collegenummer. Ze nam het aanbod en kreeg al snel een contract bij Wilhelmina Models.

### Carrière
In het begin van de jaren 70 genoot Chiles van een succesvolle modellencarrière. In 1972 maakte ze haar filmdebuut in Together for Days, gevolgd door The Way We Were uit 1973: hierin speelde ze met Robert Redford en Barbra Streisand als de schoolliefde van Redfords personage. Vervolgens werd ze gecast als Jordan Baker in The Great Gatsby (1974), naast Mia Farrow en, opnieuw, Robert Redford. In 1978 was ze te zien in de boekverfilming van Agatha Christies Death on the Nile als het moordslachtoffer Linnet Ridgeway Dole, en in 1979 speelde ze bondgirl Dr. Holly Goodhead in de James Bondfilm Moonraker, naast Roger Moore als Bond; waarschijnlijk is dit haar meest bekende rol die ze in haar carrière heeft gehad. Hoewel haar werd gevraagd om in de voorgaande Bondfilm te spelen, The Spy Who Loved Me, wees ze dit aanbod af omdat ze op dat moment haar acteercarrière tijdelijk onderbrak.
Ook had ze een kleine rol in de thriller Coma uit 1978, een van de vele films waarin ze het slachtoffer van een moord speelde.
Ze verloor haar jongere broer in 1978 aan non-hodgkinlymfoom, wat haar deed besluiten om het acteren voor een periode van drie jaar te onderbreken, net op het moment van haar succes. Haar eerste grote rol hierna was in het zesde seizoen van Dallas in 1982-1983 waar ze Holly Harwood speelde.
Haar filmcarrière herstelde niet helemaal, en het was moeilijk om aan rollen te komen die vergelijkbaar waren met die van enkele jaren daarvoor, hoewel haar rol als verslaggever Jennifer Mack in Broadcast News (1987) goed werd ontvangen. Daarna was ze onder andere te zien in de Disneyfilm Wish Upon a Star (1996) en speelde ze de rol van een bange cruise-passagier in de slecht ontvangen film Speed 2: Cruise Control uit 1997. In datzelfde jaar had ze een cameo in Austin Powers: International Man of Mystery, hoewel haar scène in de Amerikaanse versie van de film werd verwijderd.

### Privéleven
Kort na het overlijden van haar jongere broer, waarmee ze een speciale band had, beëindigde ze de langdurige relatie met Don Henley van The Eagles. Haar vader overleed in 1997 en in 2001 vocht ze tegen borstkanker. In 2005 trouwde ze voor de eerste keer, met broker op Wall Street en filantroop Richard Gilder.

## Filmografie
- 1972 - Together for Days - Shelley
- 1973 - The Way We Were - Carol Ann
- 1974 - The Great Gatsby - Jordan Baker
- 1978 - Coma - Nancy Greenly
- 1978 - Death on the Nile - Linnet Ridgeway Doyle
- 1979 - Moonraker - Dr. Holly Goodhead
- 1987 - Broadcast News - Jennifer Mack
- 1987 - Creepshow 2 - Annie Lansing
- 1989 - Twister - Virginia
- 1990 - Murder, She Wrote - Millie Bingham Stafford
- 1996 - Wish Upon a Star - Mittermonster
- 1996 - Curdled - Katrina Brandt
- 1997 - Austin Powers: International Man of Mystery - Henchmans vrouw
- 1997 - Speed 2: Cruise Control - Celeste
- 2005 - CSI: Crime Scene Investigation - Jillian Stokes
- 2006 - Kettle of Fish - Jean